# Barney Williams
Guillermo Barney Williams (San Martín de los Andes, Argentina, 13 de marzo de 1977) es un deportista canadiense que compitió en remo. Su esposa, Buffy-Lynne Alexander, compitió en el mismo deporte.
Participó en los Juegos Olímpicos de Atenas 2004, obteniendo una medalla de plata en la prueba de cuatro sin timonel. Ganó una medalla de oro en el Campeonato Mundial de Remo de 2003, en la misma prueba.

## Palmarés internacional
| Juegos Olímpicos   | Juegos Olímpicos | Juegos Olímpicos | Juegos Olímpicos   |
| Año                | Lugar            | Medalla          | Prueba             |
| ------------------ | ---------------- | ---------------- | ------------------ |
| 2004               | Atenas (Grecia)  | Medalla de plata | Cuatro sin timonel |
| Campeonato Mundial |                  |                  |                    |
| Año                | Lugar            | Medalla          | Prueba             |
| 2003               | Milán (Italia)   | Medalla de oro   | Cuatro sin timonel |